# Bebop
Pour l’article ayant un titre homophone, voir Bi-Bop.
Pour les articles homonymes, voir Bebop (homonymie).
Sous-genres
Hard bop
Genres dérivés
Avant-garde jazz, post-bop
Le bebop, ou bop,, est un genre musical de jazz ayant émergé dans les années 1940 et 1950.
Son influence s'étend à presque tous les styles de jazz. Les premiers enregistrements datent de 1945. Les thèmes de bebop sont d'abord joués avant d'être écrits. Ce courant révolutionnaire est lancé de l'association de musiciens afro-américains qui, après leurs obligations contractuelles dans de grands orchestres, souhaitaient se libérer en s'affranchissant de la discipline des big bands. Ces quêtes de liberté donnent lieu à des formations plus réduites, laissant plus de liberté dans l'interprétation et davantage d'occasions d’improviser des solos. Les premières expériences bebop sont le fruit des sessions de Thelonious Monk, Charlie Parker, Dizzy Gillespie et Charlie Christian.
Le bebop se distingue des premières formes du jazz, le style dit Mainstream, par un tempo souvent très rapide, des phrasés dynamiques et des grilles harmoniques très fournies (les accords changent toutes les mesures voire très souvent plusieurs fois par mesure - cf. Anthropology de Charlie Parker), et par le fait qu’il n’est pas nécessairement lié à la danse. Une danse lui est cependant associée : voir bebop. Le style bebop exige la maîtrise technique de l’instrument ainsi qu'une bonne oreille et une connaissance approfondie de l’harmonie pour laisser libre place à l’improvisation, caractéristique principale du style. Les musiciens de bebop n’hésitent pas à enfreindre les lois, ou plutôt l’esthétique communément acceptée concernant l’harmonie ou la mélodie, en explorant de nouveaux horizons. Par ailleurs, ce style a eu du mal à se faire accepter chez certains nostalgiques de l'ère swing. Louis Armstrong disait de cette musique : « Ce sont des accords bizarres qui ne veulent rien dire. On ne retient pas les mélodies et on ne peut pas danser dessus. »
L’éclosion de ce nouveau courant du jazz déclencha une controverse en France : attaché à une définition étroite et racialiste du genre, l’influent critique de jazz Hugues Panassié rejeta violemment le bebop, qu’il considérait distinct du jazz. La polémique alla jusqu'à créer une scission au sein du Hot Club de France, où Charles Delaunay défendait le bebop.

## Terminologie
Le mot « bebop » est souvent identifié comme deux syllabes n'ayant pas de sens particulier : les syllabes proviendraient simplement du chant scat et la première utilisation du mot pour désigner le style musical remonterait à 1928. Certains spécialistes estiment que le terme fut utilisé par Charlie Christian car il ressemblait à ce qu'il fredonnait en jouant. Dizzy Gillespie dit que le public aurait inventé le mot après l'avoir écouté chanter du scat, le mot aurait ensuite été repris par la presse. Toutefois, la théorie la plus probable est que le terme dérive du cri « Arriba ! Arriba ! » utilisé par les meneurs latino-américains pour encourager leurs musiciens, durant cette période. Cette théorie explique en même temps pourquoi, au départ, les termes « bebop » et « rebop » étaient utilisés indistinctement et interchangeables. En 1945, l'utilisation des deux mots étaient très répandue, jusqu'au R&B, par exemple, Hey Ba-Ba-Re-Bop de Lionel Hampton puis plus tard en rock 'n' roll avec Be-Bop-A-Lula de Gene Vincent en 1956.

## Histoire

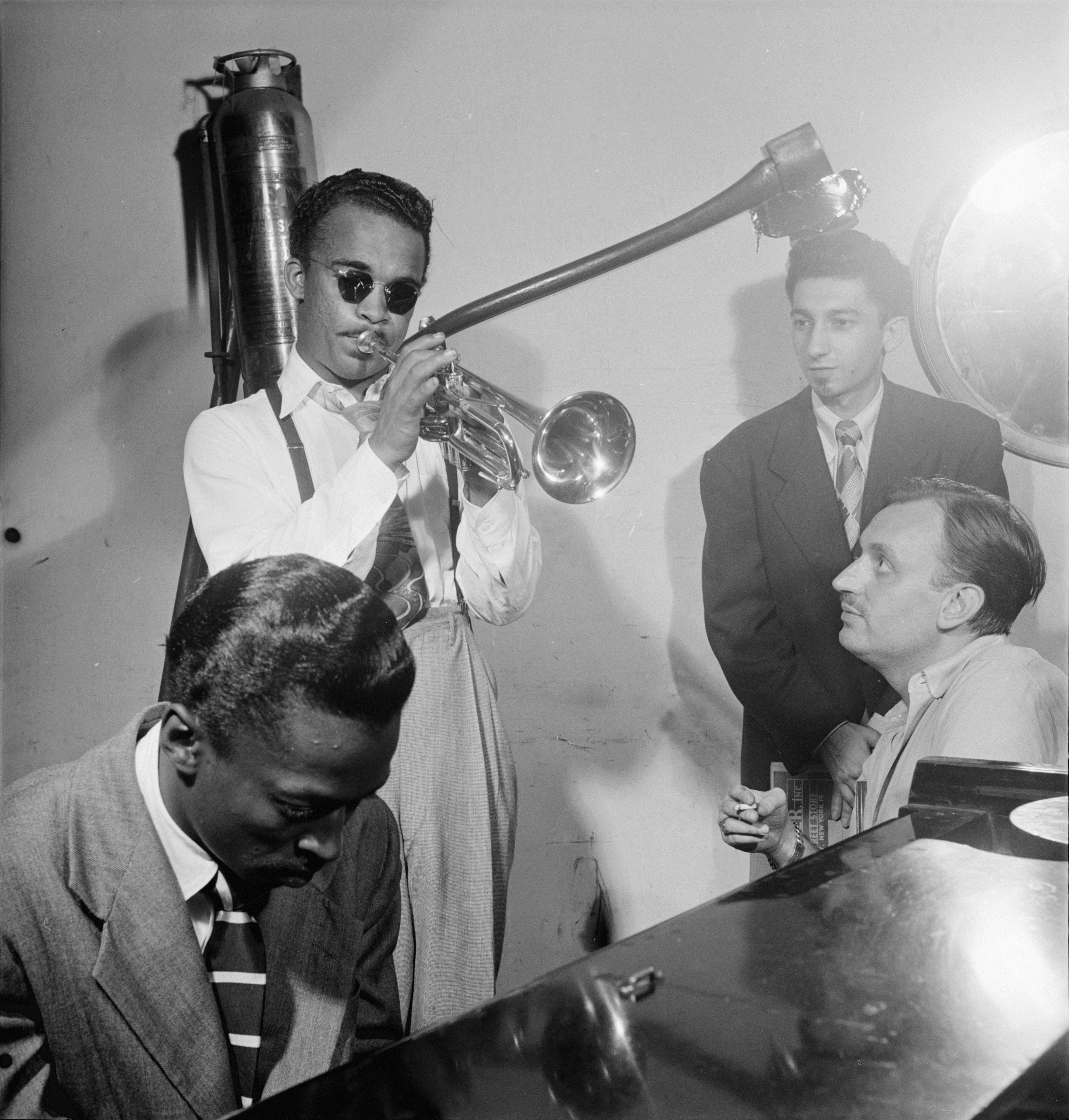
Miles Davis (piano), Howard McGhee (trompette) et Brick Fleagle (guitariste) en septembre 1947 (le quatrième n'est pas identifié).

En 1939, l'enregistrement de Body and Soul par Coleman Hawkins est un antécédent important au bebop. La volonté du saxophoniste de sortir, même très brièvement, de la logique habituelle du thème et ses passages en double-time marquent clairement un tournant par rapport au jazz existant. L'enregistrement est très populaire, mais de manière plus globale, Hawkins devient une source d'inspiration pour une génération de musiciens plus jeunes, notamment Charlie Parker lui aussi saxophoniste, à Kansas City.
Dans les années 1940, la nouvelle génération de jazzmen forge un nouveau style, qui se démarque de la musique swing des années 1930 et des grands ensembles musicaux. Les rebelles comme Dizzy Gillespie, Charlie Parker, Bud Powell et Thelonious Monk sont influencés par les générations précédentes et notamment les chorus aventureux d'Art Tatum, Earl Hines, Coleman Hawkins, Lester Young et Roy Eldridge. Gillespie et Parker sortent tous les deux de la formation d'Earl Hines à Chicago où ils ont travaillé avec quelques grands noms de l'ère pré-bop tels Earl Hines bien sûr mais aussi Jack Teagarden et Jay McShann. Durant sa période dans l'orchestre de Cab Calloway, Dizzy Gillespie s'entraîne en compagnie du bassiste Milt Hinton et développe quelques éléments fondamentaux de l'harmonie et des innovations rythmiques qui feront le bebop. Charlie Parker procède de la même manière avec le bassiste Gene Ramey alors dans la formation de McShann. Ces deux précurseurs de ce qui deviendra bientôt le bebop (bien que Parker n'utilise jamais ce terme, trouvant que cela faisait perdre son sens à la musique) commencent à explorer un espace rythmique et harmonique jusqu'alors vierge. La révolution est finalement surtout rythmique avec l'introduction de syncopes complexes, de tempos très rapides et un phrasé de plus en plus binaire. L'harmonie s'enrichit avec notamment des substitutions d'accord et l'utilisation d'accords altérés. Toutefois, dans la pratique les improvisations restent très proches des notes de base de l'accord (tonique, tierce, quinte, septième et neuvième, plus des notes de passages) de plus, l'anatole et la II-V-I restent les progressions harmoniques les plus utilisées. Beaucoup de thèmes bebop reprennent les grilles harmoniques de standards de jazz pré-bebop.
Le Minton's Playhouse à New York sert de laboratoire pour les prémices du bebop bien que certains avaient déjà essayé le phrasé bop lors de chorus au sein de l'orchestre de Benny Goodman. Charlie Christian, entre autres, se met à accentuer les temps faibles (les temps deux et quatre pour une mesure à quatre temps), à jouer off-beat et à terminer ses phrases musicales typiquement sur la seconde moitié du quatrième temps. De plus, il expérimente le phrasé asymétrique, qui deviendra un élément fondamental des chorus bop. Une phrase swing est construite sur deux ou quatre mesures et correspond strictement à une cadence harmonique sur lesdites mesures. En bop, les phrases n'ont pas de nombre de mesures en particulier et peuvent très bien chevaucher plusieurs cadences qui s'enchaînent et s'arrêter durant une cadence. De la même manière, les spécialistes du bebop anticipent sur les harmonies des mesures ou des temps suivants. Cette anticipation peut être dissonante et donne une forte impression de bondir vers l'avant subitement. L'ensemble de ces innovations rythmiques donnent l'impression que l'improvisateur se balade librement au-dessus des harmonies qui constituent le morceau plutôt que d'y être irrémédiablement attaché comme dans l'ère swing.
La partie batterie s'émancipe fortement sous l'ère bop. Le batteur de l'ère swing utilise la grosse caisse pour marquer les temps de la mesure (typiquement quatre temps). Le batteur bop utilisera la grosse caisse pour marquer ou souligner les accents de la mélodie, la conservation du tempo étant désormais confiée à la charleston. De plus, les batteurs bop répondent à l'instrumentiste qui improvise. Les batteurs bop sont représentés par Max Roach, Shadow Wilson, Philly Joe Jones, Roy Haynes et Kenny Clarke. Cette modification d'utilisation de la grosse caisse change considérablement l'importance de la ligne de basse, typiquement assurée par un contrebassiste. La basse assure non seulement le fondement harmonique mais a aussi un rôle dans le tempo et l'aspect global du morceau notamment au travers de la walking-bass. La walking-bass consiste à jouer une noire par temps dans la mesure, plus, éventuellement, quelques notes d'approche. Le bassiste devient un élément indispensable des petits ensembles.
Vers 1950, une seconde vague de boppeurs déferle, notamment représentée par Clifford Brown, Sonny Stitt et Fats Navarro. Ceux-ci adoucissent les excentricités rythmiques des premiers boppeurs, construisent leurs phrases avec essentiellement des croches et en accentuent certaines pour donner de la variété rythmique.

## Caractéristiques
Le bebop diffère radicalement de l'ère swing qui le précède. Ce changement de style musical est voulu par les créateurs du bop, précisément en réaction au style swing. Le bop peut se caractériser par un tempo rapide, la polyrythmie, la polytonalité, un phrasé asymétrique, des mélodies virtuoses et complexes (Donna Lee et Confirmation de Charlie Parker, par exemple). Le public de l'époque était habitué aux mélodies ordonnées, faites pour danser, des orchestres de Benny Goodman et Glenn Miller par exemple. La musique bop sonne comme un bazar désordonné au premier abord, la musique semble beaucoup plus nerveuse, rapide, fragmentée. Toutefois, pour les musiciens, et les amoureux de jazz, le bebop vient comme une nouvelle perspective, excitante, belle, séduisante dans la forme artistique qu'est le jazz.
L'improvisation devient l'objet principal du morceau. Dans le bop, il n'y a pas d'arrangement particulier pour exposer le thème en début et fin de morceau. Le thème est souvent joué à l'unisson par une trompette et un saxophone, par exemple, ou par les deux mains du pianiste dans le cas d'un trio. Les grilles intermédiaires sont entièrement improvisées par les musiciens. Le seul lien qui les unit à ce moment-là sont les harmonies sur lesquelles est basé le morceau. Lors de l'improvisation, le soliste joue une mélodie spontanément, il fait parfois référence à la mélodie du thème ou à d'autres mélodies bien connues, il peut aussi emprunter des riffs particuliers. Les musiciens qui l'accompagnent encadrent son chorus, lui répondent rythmiquement et parfois harmoniquement. En bop les accompagnateurs sont typiquement une section rythmique composée d'une batterie, d'une contrebasse et d'un piano.
Les progressions harmoniques des thèmes musicaux du bebop viennent souvent directement des morceaux populaires de l'ère swing, les musiciens bop modifiant complètement la mélodie, la rendant plus complexe, avec plus de notes. Cette pratique, appelée « démarcation », était déjà établie en jazz, mais gagne en importance avec le bebop. Par exemple le morceau bebop Ornithology reprend strictement les mêmes harmonies que le morceau swing How High The Moon, il en va de même pour Lady Bird (swing, composé par Tadd Dameron) et Half Nelson (bebop, composé par Miles Davis), les exemples sont nombreux.
Les harmonies de base proviennent du blues avec notamment le I-IV-V (enchaînement déjà utilisé en musique classique), auxquelles est ajoutée la progression II-V-I puis le classique rhythm changes I-VI-II-V. Il y a aussi de fréquents passages à l'accord mineur parallèle, le Do7 devenant un Do mineur 7 par exemple. Les musiciens bop avaient aussi pour habitude de complexifier les harmonies d'un morceau en substituant certains accords ou en ajoutant des accords, l'évolution reste tout de même bien loin de l'évolution mélodique. Les substitutions les plus utilisées par les musiciens bop sont la substitution tritonique, l'addition de neuvième diminuée et/ou augmentée et de onzième augmentée.

### Instruments

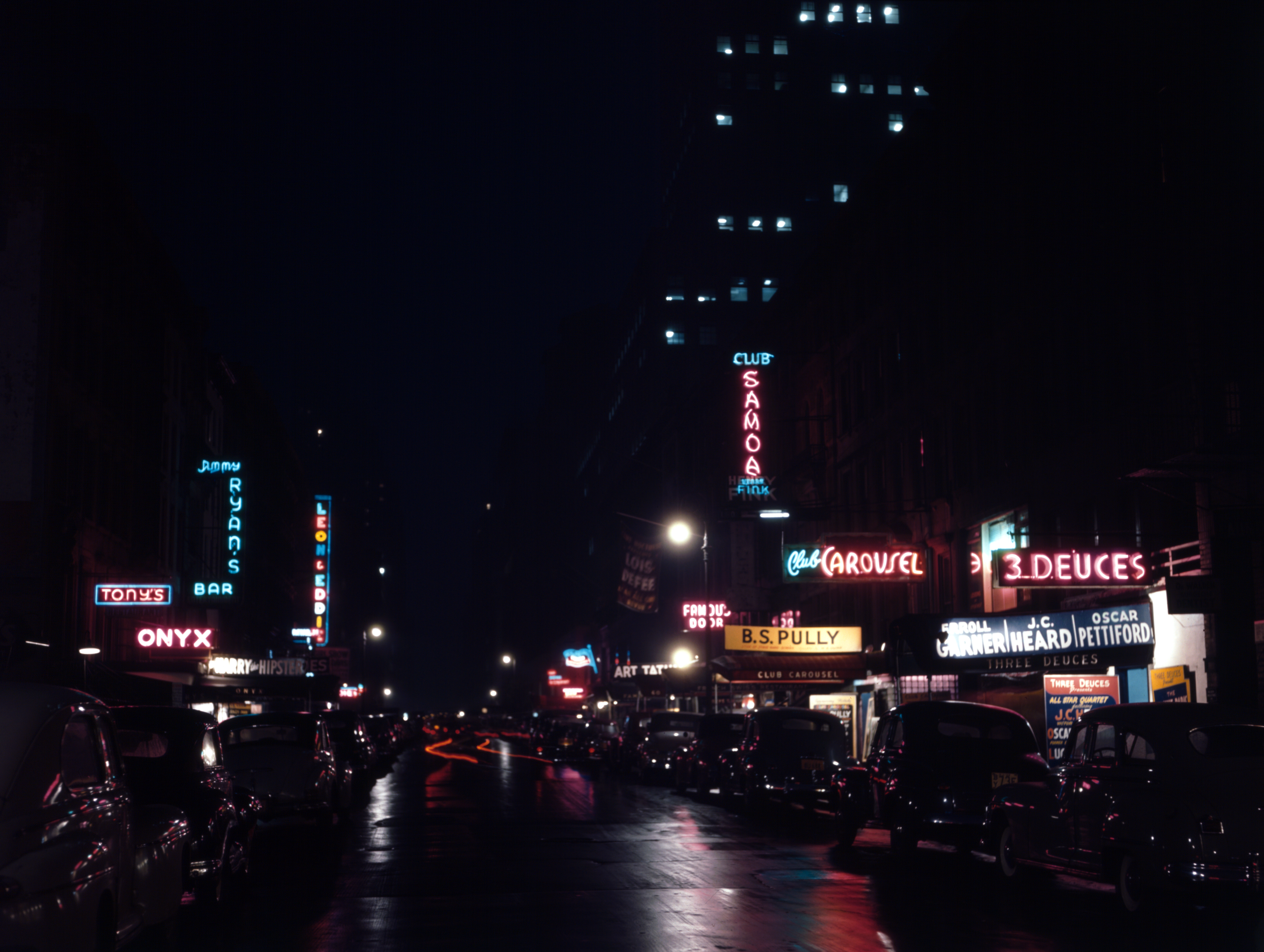
De nombreux musiciens bebop à la 52nd Street, mai 1948.

La formation typique du bop comprend un saxophone, une trompette, une contrebasse, une batterie et un piano. Cette formation est popularisée par Charlie Parker et Dizzy Gillespie dans les années 1940, au début de l'ère bop. Une guitare électrique ou acoustique vient parfois s'ajouter à la formation, de même un trombone ou un violon peuvent venir se greffer, mais les occasions sont relativement rares. On citera également le clarinettiste Buddy DeFranco, le vibraphoniste Terry Gibbs et l'accordéoniste Tommy Gumina qui ont su adapter le bebop à leur instrument.
Bien que le bebop ne soit qu'une partie du jazz, il continue d'être joué de nos jours, partout autour du monde. L'improvisation depuis cette révolution a radicalement changé. La capacité à improviser sur des séquences rapides et harmoniquement complexes est désormais un élément fondamental de toute formation musicale en jazz.

## Prolongements
Vers le milieu des années 1950, Miles Davis et John Coltrane, parmi tant d'autres, commencent à explorer au-delà du vocabulaire standard du bebop. Les premiers styles musicaux à découler du bebop sont le hard bop, le cool jazz, le west coast jazz, le jazz modal et enfin le free jazz. Le bebop, bien qu'inventé aux États-Unis, a connu un immense succès dans le monde, particulièrement en France, au Japon et au Danemark.

« Sans doute parce qu'elle annonçait et entraînait une irréversible évolution du jazz, la naissance du be-bop fut jugée négative et même néfaste par quelques critiques. (…) L'histoire du jazz leur a répondu : rien de ce qui s'est passé depuis dans l'univers musical négro-américain n'a pu ignorer les découvertes et acquis du be-bop. »